# دن‌الکترو
دَن‌الکترو (انگلیسی: Danelectro) شرکت تولیدکنندهٔ ساز و تجهیزات موسیقی آمریکایی است که در سال ۱۹۴۷ تأسیس شد.